# Pian d'Alma
Pian d'Alma is een plaats (frazione) in de Italiaanse gemeente Castiglione della Pescaia.